# Belchior José Garcez
Berchior José Garcez (Lisboa, 24 de março de 1808 — Souto Maior (Trancoso), 21 de janeiro de 1874), com o sobrenome frequentemente grafado Garcês, foi um oficial general de Engenharia do Exército Português e político, que se destacou pelo seu contributo para o desenvolvimento das redes rodoviárias e ferroviárias portuguesas nas primeiras décadas da Regeneração e pelos seus trabalhos no campo da cartografia. Entre outras funções de relevo, foi deputado às Cortes e Ministro e Secretário de Estado dos Negócios da Guerra do 25.º governo da Monarquia Constitucional, em funções de 4 de julho de 1860 a 3 de dezembro de 1860.

## Biografia
Nasceu em Lisboa, filho de José Sobral. Inicialmente destinado a seguir uma carreira como sacerdote católico, enveredou por uma carreira como militar. Matriculou-se nos cursos da Academia Real de Marinha e da Academia Real de Fortificação, Artilharia e Desenho, preparando-se para uma carreira como oficial de engenharia militar. A instabilidade política resultante da restauração do absolutismo e a aclamação de D. Miguel, obrigaram a que interrompesse os estudos. Tendo aderido ao ideário liberal, em 1829, no dealbar da Guerra Civil Portuguesa, procurou refúgio em França, exilando-se para aquele país.
Em França empregou-se como praticante de engenharia nas obras públicas do sul de França, em torno das cidades de Toulouse e Bayonne, e no estudo de dois canais. Em consequência desta experiência, obteve uma educação prática nas obras públicas francesas.
Regressou a Portugal na fase final da Guerra Civil Portuguesa, encorpando-se em 1832 nas forças liberais que entraram em Lisboa a 24 de julho de 1833. Destacado para os serviços de engenharia militar, foi-lhe entregue a direção dos trabalhos de fortificação do sector Manique-Picoas da cidade de Lisboa. 
Terminada a guerra retomou os estudos de fortificação, que concluiu, tendo em 1837 sido admitido como oficial da arma de Engenharia. Naquelas funções, foi sucessivamente colocado nas praças de Elvas, Chaves, Almeida e Abrantes, tendo dirigido os trabalhos de reedificação destas duas últimas praças. Também se dedicou à cartografia, dando início em 1841 ao levantamento cartográfico de Trás-os-Montes e da fronteira da Beira.
A partir de 1843 foi colocado em comissão de serviço no Ministério do Reino, incumbido de fiscalizar a construção de estradas, sendo atribuído inicialmente à Direção de Obras Públicas do Distrito de Bragança e, a partir de 1845, às Obras Públicas na Província do Minho.
Por ter aderido à Patuleia, em 1846 foi demitido do Exército, mas, após a amnistia que se seguiu à Convenção de Gramido, foi readmitido, mantendo-se em comissão de serviço na fiscalização da construção das estradas do Minho e de Trás-os-Montes. Neste período, em colaboração com Miguel Baptista Maciel, elaborou uma planta da cidade de Braga.
Em conjunto com os engenheiros José Vitorino Damásio e Sebastião Calheiros e Meneses, foi contratado em 1851 pela Companhia Viação Portuense, uma empresa que explorava o serviço público e de mala posta entre o Porto e as principais povoações do Minho, para trabalhar nas obras de viação na Província do Minho que lhe tinham sido concessionadas. As dificuldades colocadas pelas populações, cujos terrenos eram atravessados pelas vias, e a gestão privada, em regime de concessão, que fora adotada pelos governos da Regeneração, convenceu-o da necessidade de ser o Estado a promover diretamente a construção de estradas, considerando que este tipo de obras não era propício à iniciativa privada. Esta constatação foi depois trazida para o Conselho Superior de Obras Públicas, ao tempo o órgão consultivo do Ministério das Obras Públicas, Comércio e Indústria e para o qual foi nomeado em 1854, e posteriormente para as Cortes, no período em que foi deputado.
Nos anos de 1855 e 1856 esteve ao serviço da fiscalização da construção das linhas de caminho-de-ferro do Sul e de Sintra e integrou a comissão encarregada do inquérito ao fracasso da inauguração da linha férrea Lisboa-Carregado. Em 1857, voltou ao sector privado como engenheiro-chefe da Companhia Nacional de Caminhos de Ferro ao Sul do Tejo.
Foi nomeado em 1858 para o lugar de diretor da Escola Politécnica de Lisboa e nesse mesmo ano foi eleito deputado às Cortes para a legislatura 1858 a 1870, nas listas do Partido Histórico. Na Câmara dos Deputados das Cortes propôs a construção de estradas e de linhas de caminhos de ferro até à fronteira visando a ligação de Portugal ao resto da Europa, defendendo uma forte intervenção do Estado no sector viário, em detrimento das anteriores concessões, e o apoio ao ensino industrial.
Aceitou o cargo de Ministro e Secretário de Estado dos Negócios da Guerra do 25.º governo da Monarquia Constitucional, presidido por Nuno José Severo de Mendoça Rolim de Moura Barreto, o duque de Loulé, em funções de 4 de julho de 1860 a 3 de dezembro de 1860.
Com a demissão do governo, regressou em 1861 ao Conselho Superior de Obras Públicas, onde manteve a sua defesa da necessidade de melhorar a estrutura rodoviária e ferroviária portuguesa. Em 1864 foi promovido a general-de-brigada e foi integrado na comissão que preparou a lei geral ferroviária, a qual seria aprovada por decreto de 31 de dezembro de 1864.
Foi escolhido em 1868 para presidir à comissão criada para regular o serviço técnico do Ministério das Obras Públicas, Comércio e Indústria, numa reforma que levou à extinção do Corpo de Engenheiros Civis e substituiu o Conselho Superior de Obras Públicas pela Junta Consultiva de Obras Públicas e Minas, organismo de que foi vice-presidente desde a sua criação até 1873.
A partir de 1869, a sua participação política foi intermitente, em resultado da morte da esposa. Faleceu, cinco anos depois, em Trancoso.
Casara em 1839 com Ana Carlota Pinto Cardoso de Sá Ferreira Pimentel, tendo o casal quatro filhos. Um dos filhos foi o general-de-brigada e político José Belchior Pinto Garcês (1842—1911), comandante militar dos Açores.